# Abadia de Waltham
A Igreja da abadia de Waltham Holy Cross e St Lawrence é uma igreja paroquial da cidade de Waltham Abbey, Essex, na Inglaterra. Tem sido um local de culto desde o século VII. O atual edifício data sobretudo a partir do início do século XII e é um belo exemplo da arquitetura normanda. Ao leste da igreja existente estão os vestígios de um enorme alargamento a leste do edifício, iniciada após a refundação da abadia em 1177. No final da Idade Média, Waltham era um dos maiores edifícios religiosos na Inglaterra e um importante local de peregrinação; em 1540 foi a última comunidade religiosa a ser fechada durante a Dissolução dos Mosteiros. Ainda é uma igreja paroquial ativa para a cidade.
Os edifícios monásticos e as partes leste da igreja foram demolidas na Dissolução, e a torre e transeptos da passagem normanda entraram em colapso em 1553. A igreja atual consiste na nave da igreja da abadia normanda, Capela de Nossa Senhora do século XIV e da parede oeste, e uma torre oeste do século XVII, adicionadas depois da Dissolução.
É dito que Haroldo Godwinson foi enterrado no presente adro.

## História
As investigações arqueológicas, entre 1984 e 1991 revelaram uma origem muito mais anterior do local do que se acreditava anteriormente. Há evidência de cinco igrejas distintas em Waltham.

### Primeira igreja de Waltham (século VII)
Traços das fundações de pedra solta sílex de uma igreja de madeira do século VII foram encontradas sob o coro do edifício atual; um enterro associado tem sido datado de entre 590 e 690. A data proposta de cerca de 610 iria colocar a sua construção no reinado de Seberto de Essex, que era conhecido por suas atividades de construção de igreja. Outros achados incluem uma joia em forma de fecho de um livro de Kent do século VII que descreve águias agarrando um peixe.

### Segunda igreja (século VIII)
Durante o reinado de Offa da Mércia, cujo governo se estendeu para Essex no final do século VIII, um edifício da pedra de Barnack foi construído em torno da igreja de madeira anterior. Era a metade do comprimento do edifício atual, e era uma igreja do tipo pórtico com câmaras ao longo de cada lado da nave. Foi concebida como uma catedral que serve várias comunidades na área.

### A lenda da Santa Cruz
No início do século XI, a igreja e o senhorial de Waltham foram mantidas por um criado anglo-dinamarquês chamado Tovi, o Orgulhoso. Uma lenda, gravada na De Inventione Sanctœ Crucis Nostrœ ("A Descoberta da nossa Santa Cruz") ou "Crônica de Waltham" no século XII, refere-se que, em cerca de 1016, o ferreiro em outra propriedade pertencente a Tovi, em Montacute perto de Glastonbury, encontrou um grande crucifixo de sílex preto (ou mármore) enterrado no topo de uma colina, depois de um sonho. Tovi tinha carregado a cruz em um carro de bois, mas os bois só iam em uma direção e continuaram todos os dias até chegarem a Waltham, uma viagem de cerca de 241 quilômetros. Este Crucifixo ou Cruz foi instalado na igreja e logo se tornou um local de peregrinação. Tovi disse ter reconstruído a igreja, mas a evidência moderna sugere que ele, provavelmente, manteve o tecido século VIII do edifício.

### Terceira igreja (fundação do Rei Haroldo)
Após a morte de Tovi, seu filho caiu em dívida e a propriedade passou para o rei Eduardo, o Confessor. Ele então deu a Haroldo Godwinson (mais tarde rei Haroldo II), que reconstruiu, refundou e ricamente dotou a igreja, que foi inaugurada em 1060; uma lenda diz que isso foi porque em sua infância, ele tinha sido milagrosamente curado da paralisia pela Santa Cruz. A nova igreja foi colocada sob o controle de um deão e um colégio de doze padres casados. Evidências sugerem que a pedra e alguns dos fundamentos da igreja anterior foram reutilizados para o novo edifício, que tinha uma nave do mesmo comprimento que a atual, corredores, um grande transepto e uma pequena abside oriental.